# حسقاوية
الحسقاوية (الاسم العلمي: Priveae) هي قبيلة من النباتات تتبع الفصيلة اللويزية من رتبة الشفويات.

## أجناس الحسقاوية
- الحسق